# Manfred Padberg
Manfred Wilhelm Padberg (Bottrop, 10 de outubro de 1941 – 12 de maio de 2014) foi um matemático alemão, que trabalhou com programação linear e otimização combinatória.

## Formação e carreira
Padberg cresceu em Zagreb e Westfalen (Vlotho, Dülmen, Olsberg, Brilon, Beckum). A partir de 1961 estudou matemática na Universidade de Münster, onde obteve o diploma em 1967. Em 1967/68 foi wissenschaftlicher Assistent na Universidade de Mannheim. A partir de setembro de 1968 estudou na Universidade Carnegie Mellon, onde completou o mestrado e o doutorado (1971) em Industrial Administration. De 1971 a 1974 trabalhou no Wissenschaftszentrum Berlin. A partir de 1974 foi professor associado e a partir de 1978 professor de pesquisa operacional na Universidade de Nova Iorque.

## Prêmios e honrarias
- 1983: Prêmio Frederick W. Lanchester[2]
- 1985: Prêmio George B. Dantzig
- 1989: Alexander von Humboldt Senior US Scientist Research Award
- 2000: Prêmio Teoria John von Neumann
- 2002: Fellows Award da INFORMS